# Scharrachbergheim-Irmstett
Scharrachbergheim-Irmstett – miejscowość i gmina we Francji, w regionie Grand Est, w departamencie Dolny Ren.
Według danych na rok 1990 gminę zamieszkiwało 1001 osób, a gęstość zaludnienia wynosiła 311 osób/km² (wśród 903 gmin Alzacji Scharrachbergheim-Irmstett plasuje się na 268. miejscu pod względem liczby ludności, natomiast pod względem powierzchni na miejscu 607.).